# Nursie! Nursie!
Nursie! Nursie! è un cortometraggio muto del 1916 diretto da Alexander Butler e sceneggiato da Reuben Gillmer.

## Trama
Un tipo si finge malato per poter corteggiare un'infermiera.

## Produzione
Il film fu prodotto dalla G.B. Samuelson Productions.

## Distribuzione
Distribuito dalla Moss, il film - un cortometraggio in due bobine - uscì nelle sale cinematografiche britanniche nel settembre 1916.